# 21st Century Breakdown (canción)
«21st Century Breakdown» («La decadencia del siglo 21») es una canción escrita y grabada por el grupo punk rock estadounidense Green Day. Con esta canción empieza el primer acto del álbum 21st Century Breakdown (Heroes and Cons), también es la segunda canción del disco. Billie Joe Armstrong compuso la canción que se basa principalmente en su vida personal y las influencias musicales. Su tranquilo verso, de alta dinámica de coro son una reminiscencia de la canción "Bohemian Rhapsody" del grupo Queen. 

La canción se lanzó como sencillo el 21 de diciembre de 2009 y además posee un video musical, lanzado el 19 de octubre de 2009. La canción habla sobre crecer en una familia trabajadora, en una generación que se considera un "cero". En esta canción, todavía no se nombra a los personajes.

## Composición
Muchas de las canciones del disco 21st Century Breakdown hacen referencia a la vida personal de Billie Joe Armstrong. De acuerdo con la revista Rolling Stone, las letras del comienzo "Born in the Nixon, I raised in the Hell" hacen referencia al año 1972, mientras "We are the Class of '13" hace referencia al año de graduación de su hijo mayor, Joey.

Posteriormente en la canción, las letras comienzan a tener una referencia similar a Bruce Springsteen de Born to Run, en "Last on Born but the first one to Run"

## Lanzamiento y recepción
El 10 de septiembre de 2009, en el sitio oficial de Green Day se anunció que el próximo sencillo sería 21st Century Breakdown.
Sin embargo el 25 de septiembre, Green Day dijo que "East Jesus Nowhere", sería lanzado como próximo sencillo y la fecha de estreno sería 
19 de octubre. El 21 de octubre Green Day confirmó que 21st Century Breakdown tenía fecha de lanzamiento para 21 de diciembre.

La recepción de la canción fue en su mayoría positiva. Spin calificó a la canción como la más épica de Green Day hasta ese entonces. Adam Downer de Sputnikmusic dijo acerca de la canción que "es poderosa como The Who y Queen"

## Video musical
El video se publicó el 19 de octubre de 2009. El video dirigido por Marc Webb muestra secuencias de blanco y negro amurrallado mostrando a Christian y a Gloria, y también a los miembros de la banda. El Video se puede comprar en iTunes Store, y ya se puede ver en MTV Latinoamérica.

## Lista de canciones
Todas las letras compuestas por Billie Joe Armstrong y la música por Green Day

| Sencillo en CD |                                     |          |  |
| N.º            | Título                              | Duración |  |
| 1.             | «21st Century Breakdown»            | 5:09     |  |
| 2.             | «Last of the American Girls» (Live) | 4:11     |  |

| CD Promocional Estados Unidos |                                       |          |  |
| N.º                           | Título                                | Duración |  |
| 1.                            | «21st Century Breakdown» (Radio Edit) | 3:44     |  |

| CD Promocional Europa |                                          |          |  |
| N.º                   | Título                                   | Duración |  |
| 1.                    | «21st Century Breakdown» (EU Radio Edit) | 4:24     |  |

## Posicionamiento
| País      | Lista                | Máxima posición |
| --------- | -------------------- | --------------- |
| Argentina | Argentina Top 100    | 25              |
| Chile     | Chile Top 100        | 61              |
| Colombia  | Colombia Top 100     | 1               |
| Japón     | Japan Hot 100        | 92              |
| Dinamarca | Danish Singles Chart | 3               |
| Alemania  | German Singles Chart | 71              |